# Ruonajärvi (Korpilombolo socken, Norrbotten)
Ruonajärvi är en sjö i Pajala kommun i Norrbotten och ingår i Kalixälvens huvudavrinningsområde. Sjön har en area på 0,0866 kvadratkilometer och ligger 158 meter över havet.

## Delavrinningsområde
Ruonajärvi ingår i det delavrinningsområde (743547-181819) som SMHI kallar för Ovan 743477-181887. Medelhöjden är 171 meter över havet och ytan är 3,57 kvadratkilometer. Räknas de 9 avrinningsområdena uppströms in blir den ackumulerade arean 256,79 kvadratkilometer. Teurajoki (Jierijoki) som avvattnar avrinningsområdet har biflödesordning 2, vilket innebär att vattnet flödar genom totalt 2 vattendrag innan det når havet efter 163 kilometer. Avrinningsområdet består mestadels av skog (35 procent) och sankmarker (34 procent). Avrinningsområdet har 0,16 kvadratkilometer vattenytor vilket ger det en sjöprocent på 4,4 procent. Bebyggelsen i området täcker en yta av 0,65 kvadratkilometer eller 18 procent av avrinningsområdet.